# Idiocera cockerelli
Idiocera cockerelli är en tvåvingeart som först beskrevs av Alexander 1929.  Idiocera cockerelli ingår i släktet Idiocera och familjen småharkrankar. Inga underarter finns listade i Catalogue of Life.